# Rio Juari (vattendrag i Brasilien)
Rio Juari är ett vattendrag i Brasilien.   Det ligger i delstaten Tocantins, i den centrala delen av landet, 900 km norr om huvudstaden Brasília.
Omgivningarna runt Rio Juari är huvudsakligen savann. Runt Rio Juari är det mycket glesbefolkat, med 5 invånare per kvadratkilometer.